# Морочино
Морочино (укр. Морочине; до 2025 года — Морокино), село, Новонадеждинский сельский совет, Лозовский район, Харьковская область.
Код КОАТУУ — 6320684605. Население по переписи 2001 г. составляет 111 (55/56 м/ж) человек.

## Географическое положение
Село Морокино находится в 2-х км от села Нововладимирское.
В селе есть несколько запруд.

## История
- 1825 — дата основания.

## Экономика
- В селе есть молочно-товарная ферма.